# Impruneta
Impruneta is een gemeente in de Italiaanse provincie Florence (regio Toscane) en telt 14.682 inwoners (31-12-2004). De oppervlakte bedraagt 48,8 km2, de bevolkingsdichtheid is 301 inwoners per km2.
De volgende frazioni maken deel uit van de gemeente: Bagnolo, Quintole, Le Rose, Pozzolatico, Mezzomonte, Baruffi, Tavarnuzze.

## Demografie
Impruneta telt ongeveer 5570 huishoudens. Het aantal inwoners daalde in de periode 1991-2001 met 2,6% volgens cijfers uit de tienjaarlijkse volkstellingen van ISTAT.
| Jaar | Inwoneraantal |
| ---- | ------------- |
| 1991 | 15.028        |
| 2001 | 14.637        |

## Geografie
De gemeente ligt op ongeveer 275 m boven zeeniveau.
Impruneta grenst aan de volgende gemeenten: Bagno a Ripoli, Firenze, Greve in Chianti, San Casciano in Val di Pesa, Scandicci.

## Terracotta uit Impruneta
Impruneta staat bekend om zijn bij zeer hoge temperaturen gebakken aardewerk. De grondstof komt uit een voorkomen nabij Impruneta. Het heeft een hoog percentage aluminium-, koper- en ijzeroxiden. Het aardewerk heeft een bijzondere vorstbestendigheid.

## Externe link

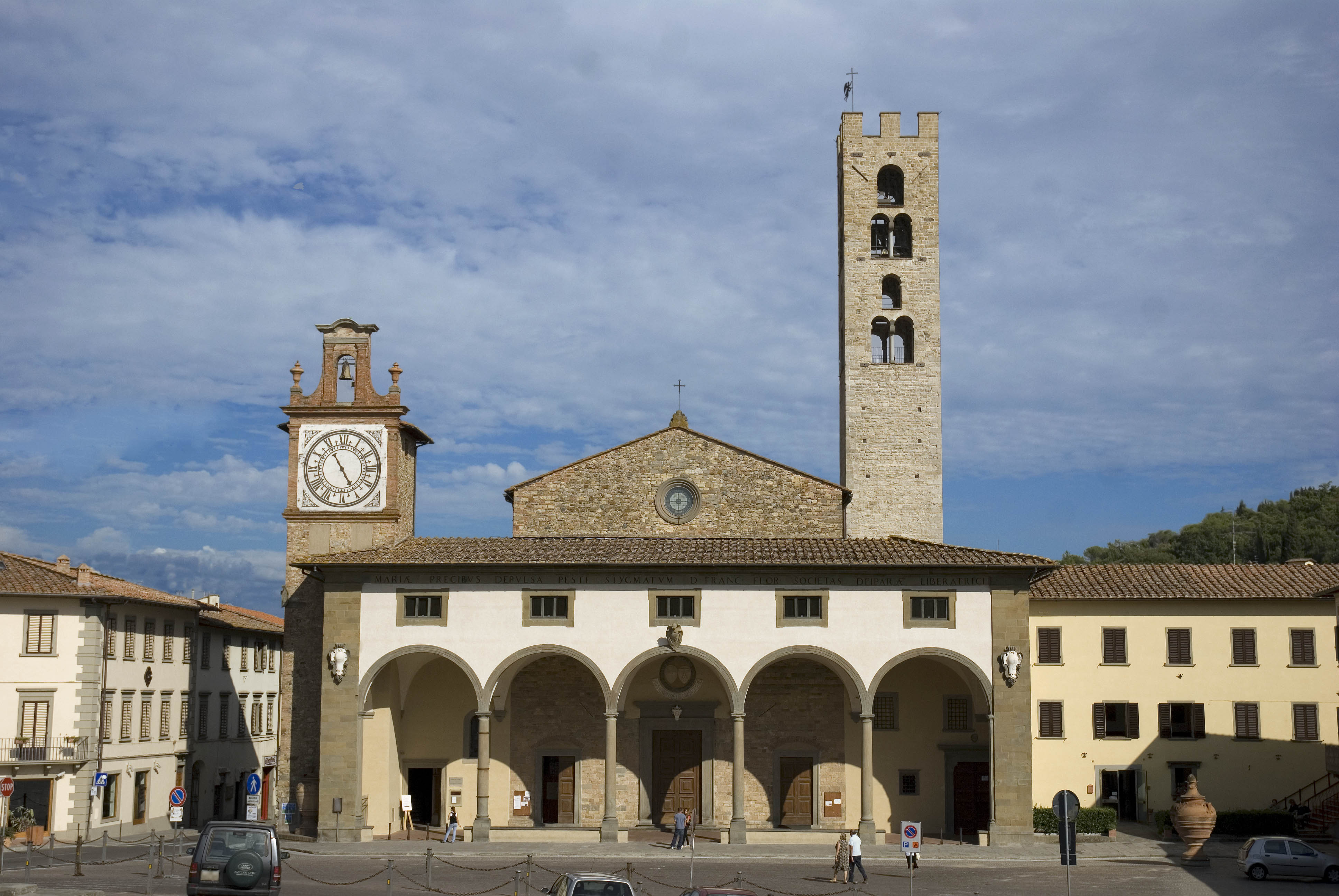
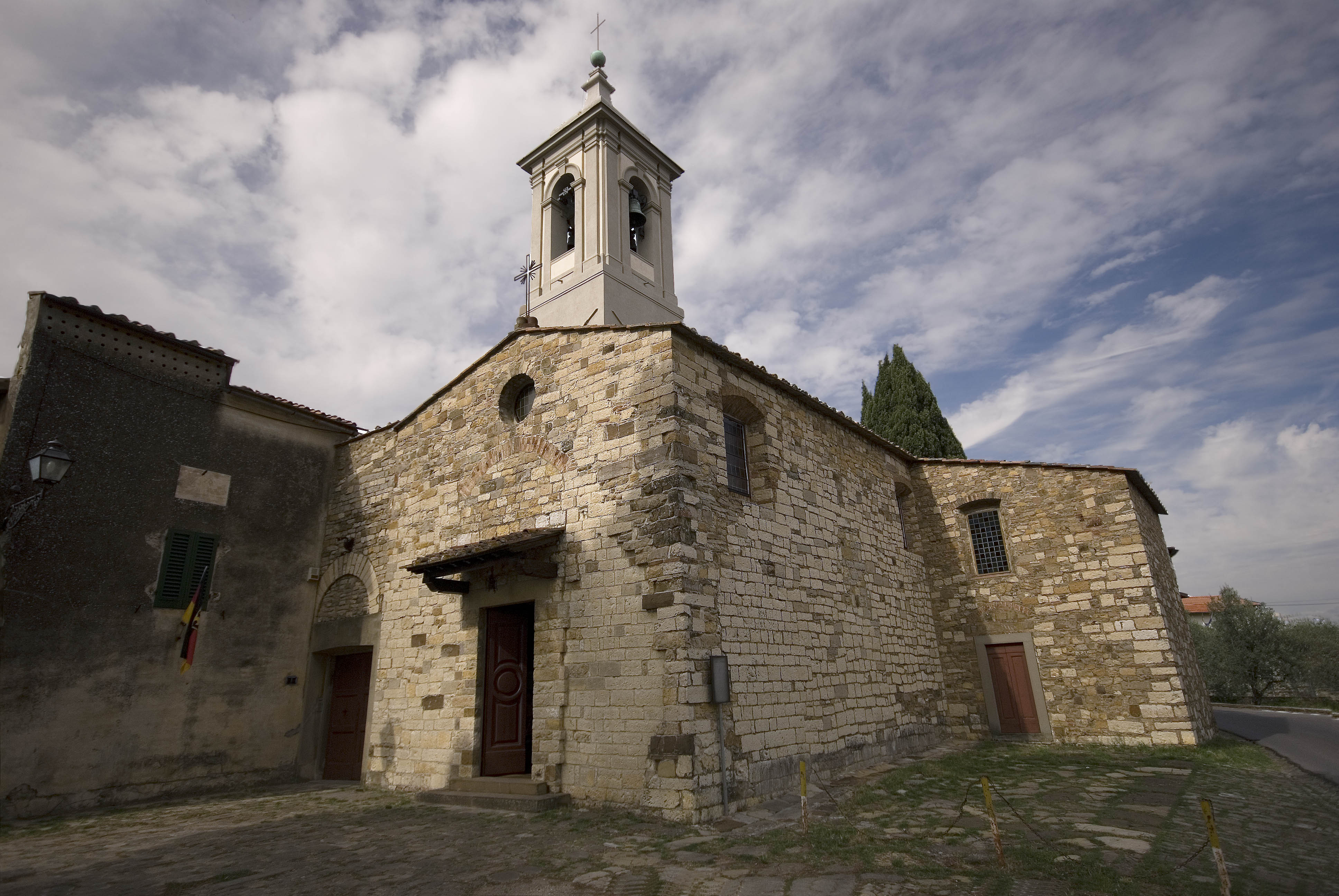
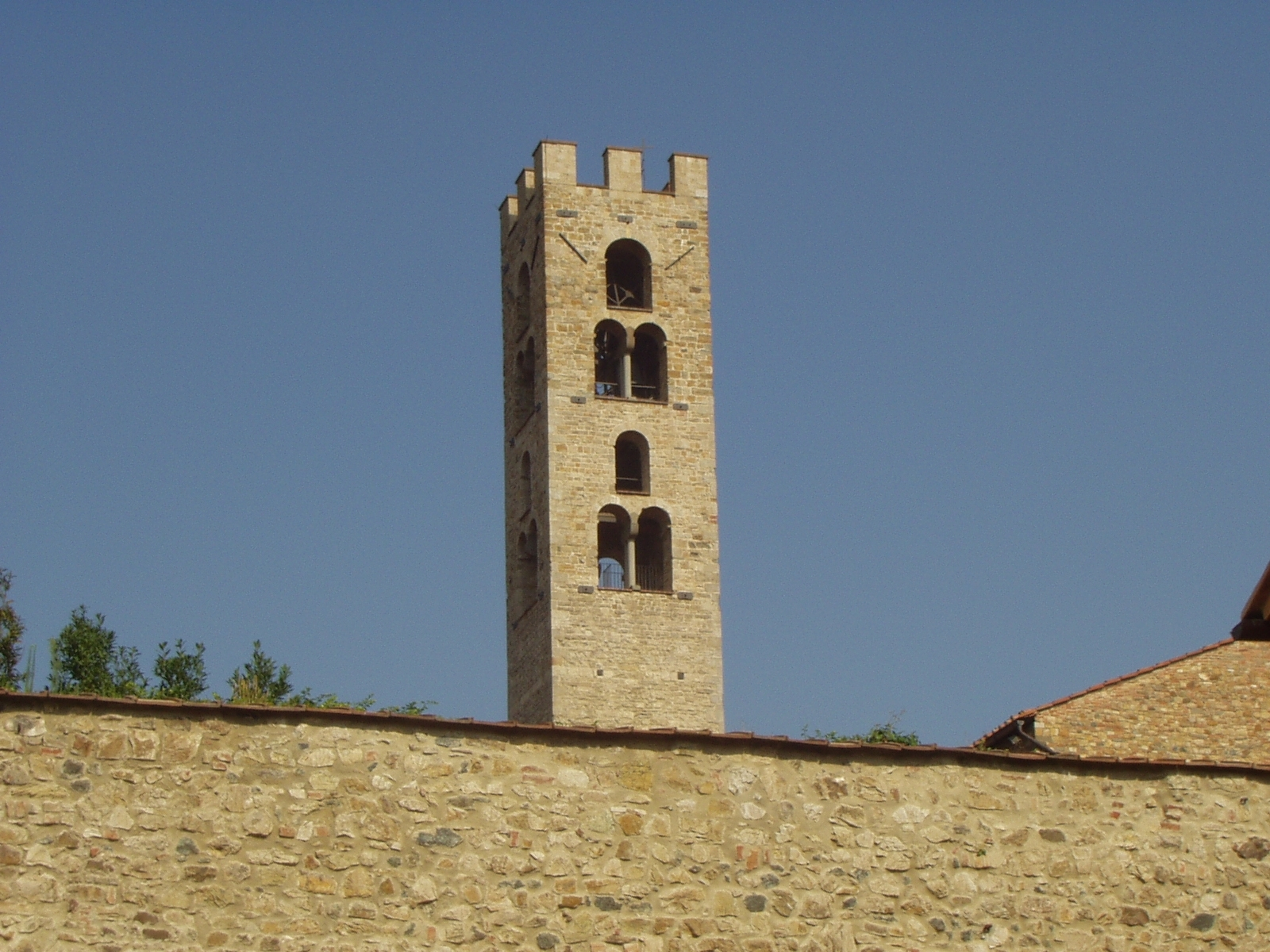
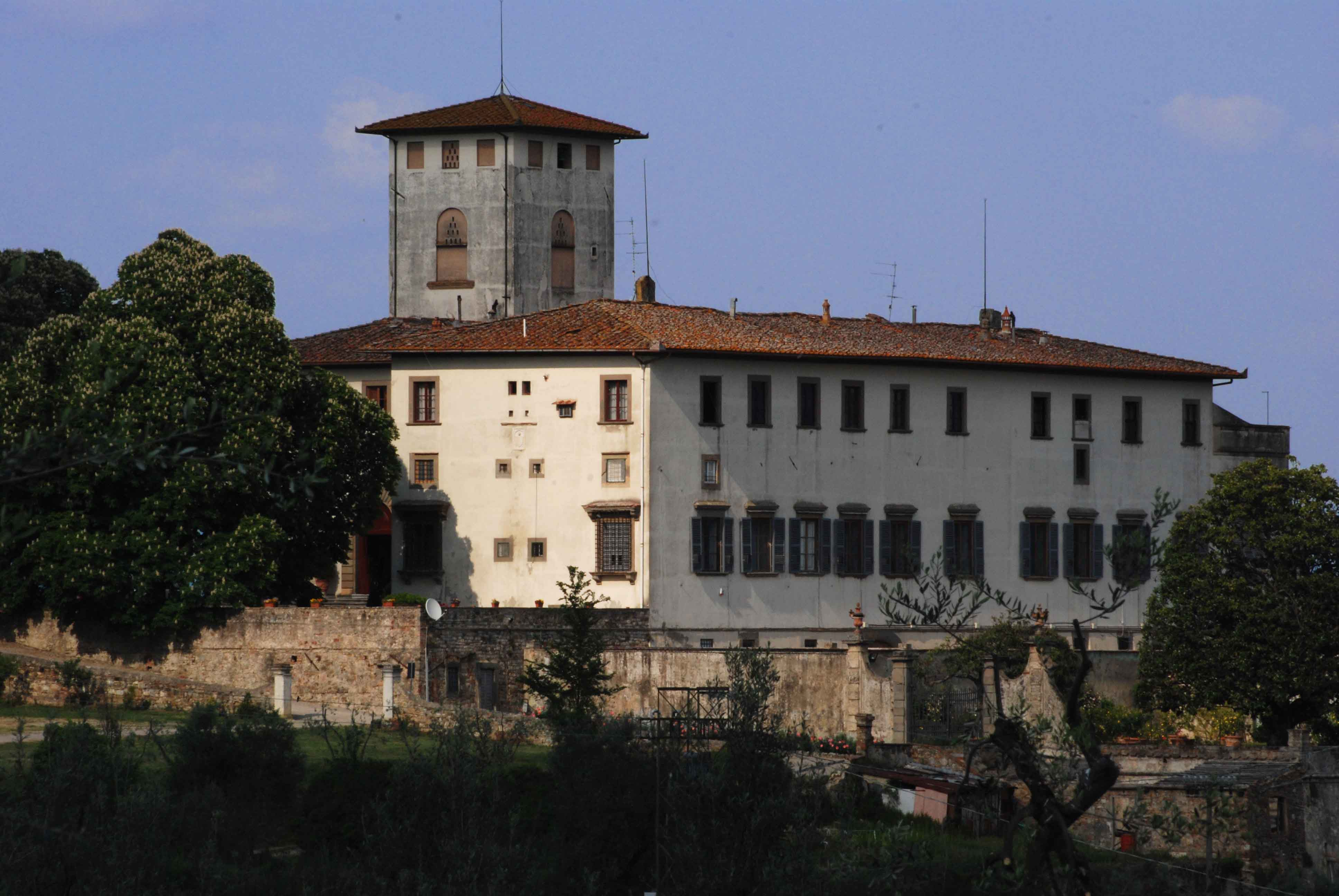